# Włosi
Włosi (wł. italiani) – naród zamieszkujący Włochy, gdzie jest ich około 56 mln. Znaczna liczba osób pochodzenia włoskiego mieszka poza Włochami, najwięcej w Brazylii, Argentynie i w USA. Mówią językiem włoskim. Religią większości Włochów jest katolicyzm.
Podstawę etniczną stanowią dawne plemiona italskie, zamieszkujące Półwysep Apeniński. Na przestrzeni dziejów przemieszały się one z ludnością pochodzenia etruskiego, liguryjskiego, weneckiego, celtyckiego, greckiego i semickiego. Potem w V w. – z Germanami, w VI–XI w. – z Frankami, Arabami i Normanami. Złożony skład etniczny stał się podstawą wyodrębnienia dialektów i regionalizacji Włoch. Język literacki ukształtował się w pełni już w XIII–XIV w.
Kulturowy podział ludności Włoch przebiega zgodnie z podziałem gospodarczym – na przemysłowo rozwiniętą północ Włoch oraz rolnicze południe, z dawną strukturą własności (baronowie i dzierżawcy), żyjące tradycją dawnych obyczajów i prawa zwyczajowego (mafia, camorra).

## Etymologia polskiej nazwy "Włoch/Włosi"
Od prasłowiańskiego *volxъ - "człowiek pochodzenia rzymskiego" poświadczone we wszystkich językach słowiańskich, jako ogólna nazwa ludności romańskiej, a w szczególności tej, z którą Słowianie blisko się zetknęli np. s-c-s vlax "vlachus, generatim homo romanae originis", rosyjskie volóx/волох (też валах, влах) "Wołoch", ukraińskie volóx "Rumun", polskie Włoch, czeskie Vlach "Włoch, Wołoch", sch vlãh "Wołoch, inowierca", bułgarskie vlah/влах "Wołoch, Rumun, Aromun". Słowiańskie zapożyczenie z germańskiego: pragermańskie *walxa, staro-wysoko-niemieckie walh - "romanus/rzymski", staroangielskie wealh "obcy, Słowianin, Bryt, Walijczyk", staroislandzkie valir l.mn. "Francuzi" - a wszystkie pochodzą od celtyckiej nazwy etnicznej Volcos.